# Europa primeiro

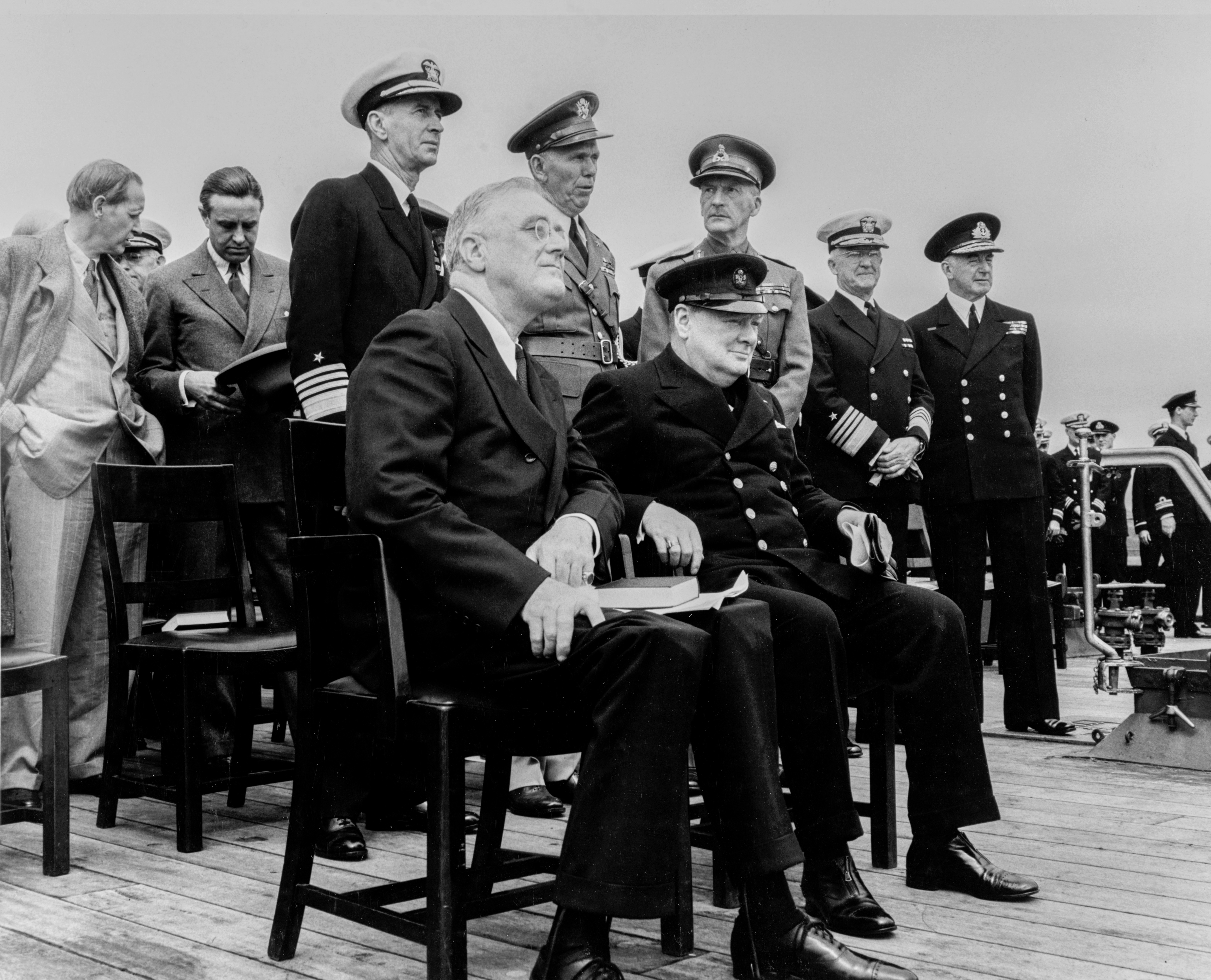
Franklin Roosevelt e Churchill, os idealizadores desta estratégia.

Europa Primeiro, também conhecido como "Alemanha primeiro", foi o principal elemento da grande estratégia concordada entre os Estados Unidos e o Reino Unido durante a Segunda Guerra Mundial. De acordo com essa política, os americanos e britânicos, as principais nações das Forças Aliadas, usariam a preponderância de seus recursos para priorizar a derrota da Alemanha Nazista na Europa. Simultaneamente, eles lutariam uma guerra contínua para manter a pressão sobre o Japão no Pacífico, mas usando menos recursos. Em 1945, após a derrota da Alemanha — considerada a maior ameça para a Grã-Bretanha — as nações Aliadas focariam suas forças contra os japoneses.
Em dezembro de 1941, na Conferência de Arcadia entre o presidente Franklin Roosevelt e o primeiro-minsitro Winston Churchill em Washington, D.C., logo após a entrada americana na guerra, foi onde a estratégia da "Europa Primeiro" foi firmada. Estatísticas oficiais americanas mostram que, no início da guerra, os Estados Unidos focaram boa parte dos seus recursos e esforços em deter o avanço japonês no Pacífico sul, e não foi até 1944 que os estadunidenses começaram a priorizar sua alocação de recursos para subjugar a Alemanha. Ao fim de 1944 e começo de 1945, os americanos tinham 47 divisões do exército na Europa e 21 divisões na Ásia, além de outras 6 divisões de fuzileiros também por lá.